# Alex Schwazer
Alex Schwazer (* 26. Dezember 1984 in Sterzing) ist ein italienischer Leichtathlet. Er war 2008 Olympiasieger im 50-km-Gehen.

## Werdegang
Schwazer gewann bei den Weltmeisterschaften 2005 in Helsinki und 2007 in Osaka die Bronzemedaille, außerdem wurde er in Osaka Neunter im 20-km-Gehen. Beim 23. Geher-Weltcup im russischen Tscheboksari sicherte sich Schwazer 2008 erneut die Bronzemedaille mit einer Zeit von 3:37:04 h und hatte damit wesentlichen Anteil am zweiten Platz der Italiener in der Mannschaftswertung. Bei den Olympischen Spielen in Peking wurde er vor dem Australier Jared Tallent und dem Russen Denis Nischegorodow Olympiasieger in der 50-km-Distanz.
Bei den Weltmeisterschaften 2009 in Berlin musste Schwazer aufgeben. Im Jahr darauf gewann er bei den Europameisterschaften 2010 in Barcelona die Goldmedaille über 20 Kilometer. Dem ursprünglichen russischen Sieger Stanislaw Jemeljanow wurde die Medaille wegen Dopings im Nachhinein entzogen.
Alex Schwazer hält den Italienrekord im 20-km- und 50-km-Gehen. Er ist 1,85 m groß und wog zu Wettkampfzeiten 73 kg.
Bei den Weltmeisterschaften 2011 in Daegu wurde Schwazer über dieselbe Distanz Neunter.

### Dopingsperre 2012
Kurz vor den Olympischen Spielen 2012 in London wurde er positiv auf die illegale Einnahme des Dopingmittels Erythropoetin getestet und noch vor der Anreise disqualifiziert. Er erklärte daraufhin seine Karriere für beendet. Das Internationale Olympische Komitee (IOC) schloss Schwazer einen Tag vor dem 50-km-Gehen-Wettbewerb bei den Spielen in London aus, er wurde bis Januar 2016 gesperrt.
Die Staatsanwaltschaft Bozen erhob im September 2014 Anklage gegen Schwazer, zwei Ärzte und eine Funktionärin des Leichtathletikverbandes FIDAL. Ein Treffen Schwazers mit dem Doping-Arzt Michele Ferrari war dem Verband zwar bekannt geworden, er habe es aber vorgezogen „lieber nichts zu unternehmen“. Ende 2014 einigte sich Schwazer mit der italienischen Justiz auf einen Vergleich. Er erhielt acht Monate Haft auf Bewährung und eine Geldstrafe von 6000 Euro.
Im Februar 2015 wurde seine Dopingsperre wegen verpasster Dopingkontrollen um drei Monate bis zum 29. April 2016 verlängert.

### Doping-Verdacht 2016
Alex Schwazer nahm sich danach den bekannten Dopingbekämpfer Sandro Donati als Trainer und bereitete sich auf sein Comeback bei den Olympischen Spielen in Rio im Sommer 2016 vor.
Kurz nach Ablauf seiner vierjährigen Sperre wurden bei einer Dopingprobe bei Schwazer am 21. Juni 2016 anabole Steroide nachgewiesen.
Am 11. August 2016 sperrte ihn der Internationale Sportgerichtshof für acht Jahre.
Ein Gericht in Bozen verurteilte Anfang 2018 die früher für den italienischen Verband Fidal arbeitenden Ärzte Pierluigi Fiorella und Giuseppe Fischetto aufgrund ihrer Unterstützung bei Schwazers Manipulationen jeweils zu zwei Jahren Haft. Schwazer musste sich am Landgericht Bozen wegen des Verdachts des Sportbetrugs verantworten. Das Verfahren wurde am 18. Februar 2021 eingestellt. „Es steht mit hoher Glaubwürdigkeit fest, dass die von Alex Schwazer entnommenen Urinproben manipuliert wurden, um sie positiv zu machen.“
Dennoch wurde die Sperre gegen Schwazer vom Weltverband nicht aufgehoben. Daraufhin zog er vor den Europäischen Gerichtshof für Menschenrechte um für seine Rehabilitierung zu kämpfen. Das Urteil dazu steht aus (Stand April 2023).

## Vereinszugehörigkeiten
Er startete für den SV Sterzing (1997–1999), den SC Meran (2000–2004) und für eine Sportfördergruppe der Carabinieri in Bologna (2005–2012).

## Trivia
Schwazer lebt im Weiler Kalch an der Jaufenpassstraße in Südtirol und trainierte (2011/2012) bei Settimo Milanese und in Oberstdorf, da sein neuer Trainer Michele Didoni dort wohnte. Von 2008 bis 2014 war Schwazer mit der Grödner Eiskunstläuferin Carolina Kostner liiert. Er ist seit 2019 mit Kathrin Freund verheiratet, mit der er eine Tochter und einen Sohn hat.
2023 veröffentlichte Netflix eine 4-teilige Dokumentation, die seinen Fall behandelt.

## Sportliche Erfolge

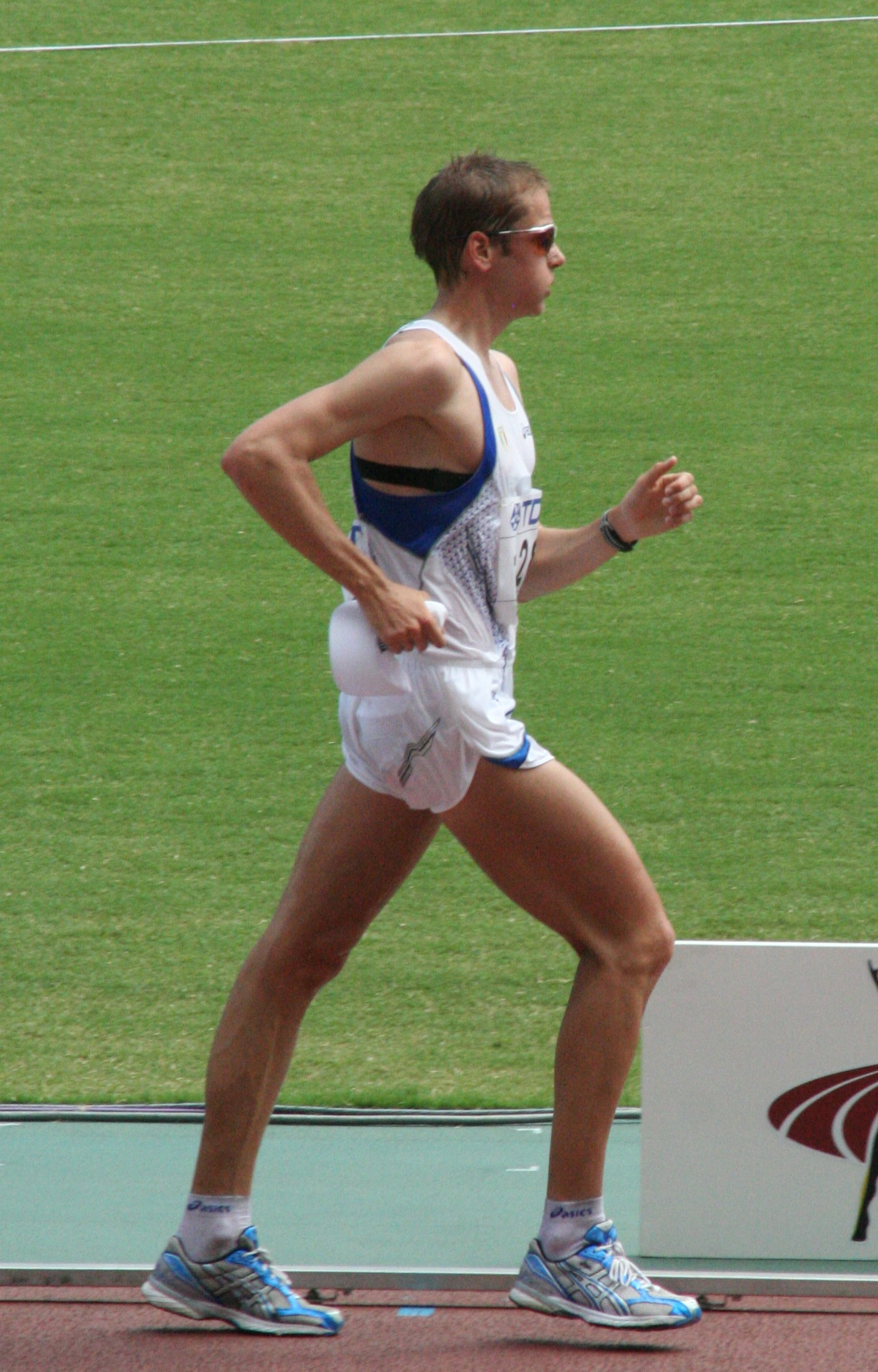
Alex Schwazer bei den Weltmeisterschaften 2007

| Jahr | Erfolg                                                                      |
| ---- | --------------------------------------------------------------------------- |
| 2005 | Italienischer Meister (50 km Gehen)                                         |
| 2005 | 3. Platz Weltmeisterschaften (50 km Gehen: 3:41:54 h)                       |
| 2007 | Italienischer Meister (10.000 Meter Bahngehen)                              |
| 2007 | 3. Platz Weltmeisterschaften (50 km Gehen: 3:44:38 h)                       |
| 2008 | Italienischer Meister (50 km Gehen)                                         |
| 2008 | Olympiasieger (50 km Gehen: 3:37:09 h)                                      |
| 2008 | 3. Platz 2008 IAAF World Race Walking Cup (50 km Gehen: 3:37:04 h)          |
| 2010 | 1. Platz Leichtathletik-Europameisterschaften 2010 (20 km Gehen: 1:20:38 h) |

## Persönliche Bestleistungen
| Disziplin              | Leistung     | Datum            | Ort                        |
| ---------------------- | ------------ | ---------------- | -------------------------- |
| 10.000 Meter Bahngehen | 38:50,28 min | 23. Juli 2011    | Pergine Valsugana, Italien |
| 10 km Gehen            | 39:15 min    | 30. Mai 2009     | Krakau, Polen              |
| 20.000 Meter Bahngehen | 1:23:21,2 h  | 17. März 2007    | Mailand, Italien           |
| 20-km-Gehen            | 1:17:30 h    | 18. März 2012    | Lugano, Schweiz            |
| 35-km-Gehen            | 2:28:10 h    | 29. Jänner 2012  | Latina, Italien            |
| 50-km-Gehen            | 3:36:04 h    | 11. Februar 2007 | Rosignano Solvay, Italien  |

## Leistungsentwicklung
| Jahr | 10 km Gehen (in min) | 20 km Gehen (in h) | 50 km Gehen (in h) |
| ---- | -------------------- | ------------------ | ------------------ |
| 2004 | 40:16                | -                  | 4:00:51            |
| 2005 | -                    | 1:25:10            | 3:41:54            |
| 2006 | -                    | 1:21:38            | -                  |
| 2007 | -                    | 1:25:18            | 3:36:04            |
| 2008 |                      |                    | 3:37:04            |
| 2009 | 39:15                | 1:24:23            |                    |
| 2010 | 40:10                | 1:18:24            | 3:50:22            |
| 2011 | 39:50                | 1:21:50            | -                  |
| 2012 | -                    | 1:17:44            | 3:40:57            |

## Veröffentlichung
- Alex Schwazer: Das Ziel im Blick – Mein Leben zwischen Triumph und Tragödie, Athesia-Tapperiner Verlag, Bozen 2022, ISBN 978-88-7073-994-7.[17]